# Pediatric and Developmental Pathology
Pediatric and Developmental Pathology è una rivista medica bimestrale sottoposta a revisione paritaria, che tratta la patologia clinica in relazione alla pediatria. Fondata nel 1998, è pubblicata dalla SAGE Publications. È la rivista ufficiale della Society for Pediatric Pathology e della Paediatric Pathology Society.
Il caporedattore è Pierre Russo (Children's Hospital di Philadelphia).
Secondo il Journal Citation Reports, nel 2017 la rivista ha ricevuto un fattore di impatto pari a 1,250, collocandosi al 61º posto fra 79 titoli nella categoria "Patologia" e all'85º posto fra 124 titoli nella categoria "Pediatria".

## Articoli notevoli
Esempi derivati dalla Wikipedia in inglese e in italiano
- Undifferentiated high-grade pleomorphic sarcomas in children: a clinicopathologic study of 10 cases and review of literature, in Pediatric and Developmental Pathology, vol. 13, n. 3, 2010,  pp. 209–17, DOI:10.2350/09-07-0673-OA.1, PMID 20055602. (sarcoma pleomorfo indifferenziato)
- Myerson D, Parkin R, Benirschke K, Tschetter C, Hyde S, The Pathogenesis of Villitis of Unknown Etiology: Analysis with a New Conjoint Immunohistochemistry-in Situ Hybridization Procedure to Identify Specific Maternal and Fetal Cells, in Pediatric and Developmental Pathology, vol. 9, n. 4, 2006,  pp. 257–265, DOI:10.2350/08-05-0103.1, PMID 16944988. (villite cronica)
- (EN) Manuel Nistal, Ricardo Paniagua, Pilar González-Peramato e Miguel Reyes-Múgica, Perspectives in Pediatric Pathology, Chapter 5. Gonadal Dysgenesis, in Pediatric and Developmental Pathology, vol. 18, n. 4, 2015,  pp. 259–278, DOI:10.2350/14-04-1471-PB.1, ISSN 1093-5266 (WC · ACNP), PMID 25105336. (disgenesia gonadica XX)
- (EN) Manuel Nistal, Ricardo Paniagua, Pilar González-Peramato e Miguel Reyes-Múgica, Perspectives in Pediatric Pathology, Chapter 7. Ovotesticular DSD (True Hermaphroditism), in Pediatric and Developmental Pathology, vol. 18, n. 5, 1º settembre 2015,  pp. 345–352, DOI:10.2350/14-04-1466-PB.1, ISSN 1093-5266 (WC · ACNP), PMID 25105460. (sindrome ovotesticolare)
- Sergi C, Ehemann V, Beedgen B, Linderkamp O, Otto HF, Huge fetal sacrococcygeal teratoma with a completely formed eye and intratumoral DNA ploidy heterogeneity, in Pediatric and Developmental Pathology, vol. 2, n. 1, 1999,  pp. 50–57, DOI:10.1007/s100249900089, PMID 9841706. (teratoma)
- Catherine K Gestrich, Yi Yuan Zhou e Sanjita Ravishankar, Massive Perivillous Fibrin Deposition in Congenital Cytomegalovirus Infection: A Case Report, in Pediatric and Developmental Pathology, vol. 24, n. 1, 1º gennaio 2021,  pp. 47–50, DOI:10.1177/1093526620961352, PMID 33104416. (deposizione massiva di fibrina perivillosa)
- Krous HF, Breisch E, Chadwick AE, Pinckney L, Malicki DM, Benador N, Nephrogenic systemic fibrosis with multiorgan involvement in a teenage male after lymphoma, Ewing's sarcoma, end-stage renal disease, and hemodialysis, in Pediatric and Developmental Pathology, vol. 10, n. 5, 2007,  pp. 395–402, DOI:10.2350/06-05-0093.1, PMID 17929984. (fibrosi sistemica nefrogenica)
- Lois J. Starr, Mark E. Lindsay, Deborah Perry, Gregory Gheewalla, Paul A. VanderLaan, Adnan Majid, Charlie Strange, George-Claudiu Costea, Adrian Lungu e Angela E. Lin, Review of the Pathologic Characteristics in Myhre Syndrome: Gain-of-Function Pathogenic Variants in SMAD4 cause a Multisystem Fibroproliferative Response, in Pediatric and Developmental Pathology, vol. 25, n. 6, 2022,  pp. 611–623, DOI:10.1177/10935266221079569, PMID 36120950. (sindrome di Mihre)